# Viile Satu Mare, Satu Mare
Viile Satu Mare, colocvial Viile Sătmarului, (în germană Weinberg, în maghiară Szatmárhegy, în trad. "Dealul Sătmarului") este satul de reședință al comunei cu același nume din județul Satu Mare, Transilvania, România.

## Lăcașuri de cult
- Biserica Reformată-Calvină, construită în sec. al XIX-lea, str. Codrului 105.
- Biserica Greco-Catolică "Sfinții Arhangheli" (folosită în comun de comunitatea greco-catolică și ortodoxă, la ore diferite).